# 5 Astraea
Astraea /æˈstriːə/ (định danh hành tinh vi hình: 5 Astraea) là một tiểu hành tinh trong vành đai tiểu hành tinh. Bề mặt của nó phản xạ cao (ánh sáng) và thành phần của nó có thể là một hỗn hợp niken-sắt với silicat của magiê và sắt. Nó là tiểu hành tinh loại S theo phân loại của Tholen.
Astraea là tiểu hành tinh thứ năm được phát hiện, vào ngày 8 tháng 12 năm 1845 và đặt tên theo Astræa, một nữ thần công lý trong thần thoại Hy Lạp. Đây là tiểu hành tinh thứ hai mà ông phát hiện. Thứ hai là 6 Hebe. Là một nhà thiên văn học nghiệp dư người Đức và làm trong bưu điện, ông phát hiện ra 4 Vesta khi tìm thấy Astraea. Vua Phổ đã trợ cấp hằng năm 1.200 mark cho việc khám phá của ông.
Chuyển động nghịch hành với vòng quay chuẩn có xích kinh 9 giờ 57 phút, xích vĩ 73° không chắc chắn khoảng 5°. Điều nay cho phép trục nghiêng khoảng 33°.
Astraea có đặc điểm không đáng kể nhưng đáng lưu ý là chủ yếu là vì trong 38 năm (sau khi phát hiện ra Vesta năm 1807) người ta cho rằng chỉ có bốn tiểu hành tinh. Với cường độ sáng mức 8,7 (bị phản đối ngày 15 tháng 2 năm 2016), nó là mười bảy tiểu hành tinh sáng nhất trong vành đai tiểu hành tinh, và ít hơn, ví dụ như 192 Nausikaa thậm chí là 324 Bamberga (không ở gần-mặt trời lặn phía đối diện).
Khi phát hiện Astraea, hàng ngàn tiểu hành tinh khác sẽ được phát hiện. Thật vậy, khám phá ra Astraea đã chứng minh nó là một loại hành tinh mới khác với các hành tinh (được xem là hành tinh trong thời điểm đó) với trạng thái hiện tại của chúng, rõ ràng bốn tiểu hành tinh là những tiểu hành tinh lớn nhất.
Một sự che khuất vào ngày 6 tháng 6 năm 2008 tạo ra một vùng bóng có đường kính 115±6 km.
Astraea được nghiên cứu bằng radar. Arecibo đã quan sát Astraea vào tháng 3 năm 2012.